# Johan Winkler
Johan Winkler, född 12 september 1840 i Leeuwarden, död 11 mars 1916 i Haarlem, var en nederländsk språkforskare. 
Winkler var, efter tre resor till Java 1865–75, verksam som läkare i Leeuwarden. Han författade, förutom nederländska tidskriftsartiklar och noveller på frisiska Algemeen nederduitsch en friesch dialecticon (två delar, 1874), De nederlandsche geschlachtsnamen (1885) samt Lijst van friesch eigennamen (1898), ingående i den på uppdrag av provinsialstaterna i Friesland 1879 av Gerben Colmjon och efter dennes död av Waling Dijkstra under medverkan av Foeke Buitenrust Hettema och andra utgivna nyfrisiska ordboken, "Friesch woordenboek" (1896–1911), över vilken Winkler tillsammans med bland andra Jacobus van Loon, Tjalling Halbertsma och Philippus van Blom haft överinseendet.

## Fotnoter
1. 1 2  Johan Winkler, Biografisch Portaal (på nederländska), Biografisch Portaal-nummer: 58024932.[källa från Wikidata]
2. 1 2  Gemeinsame Normdatei, Deutsche Nationalbibliotheks katalog-id-nummer: 1174041287749153-1, läst: 9 mars 2015.[källa från Wikidata]
3. ↑  Tjeckiska nationalbibliotekets databas, NKC-ID: mub2016910564, läst: 30 augusti 2020.[källa från Wikidata]
4. ↑  Källangivelsen på Wikidata använder egenskaper (properties) som inte känns igen av Modul:Cite
5. 1 2 3 4  Tjeckiska nationalbibliotekets databas, NKC-ID: mub2016910564, läst: 17 december 2022.[källa från Wikidata]
6. 1 2  Archief Guido Gezelle.[källa från Wikidata]